# Сан Хозе (округ Сан Мигел, Њу Мексико)
Сан Хозе (енгл. San Jose, San Miguel County) насељено је место без административног статуса у америчкој савезној држави Њу Мексико.

## Демографија
По попису из 2010. године број становника је 137.
| Група             | 2000.    | 2010.       |
| Белци             | 0 (0,0%) | 18 (13,1%)  |
| Афроамериканци    | 0 (0,0%) | 2 (1,5%)    |
| Азијати           | 0 (0,0%) | 0 (0,0%)    |
| Хиспаноамериканци | 0 (0,0%) | 116 (84,7%) |
| Укупно            | 0        | 137         |